# Pheidole vallifica
Pheidole vallifica är en myrart som beskrevs av Auguste-Henri Forel 1901. Pheidole vallifica ingår i släktet Pheidole och familjen myror. Inga underarter finns listade i Catalogue of Life.

## Bildgalleri

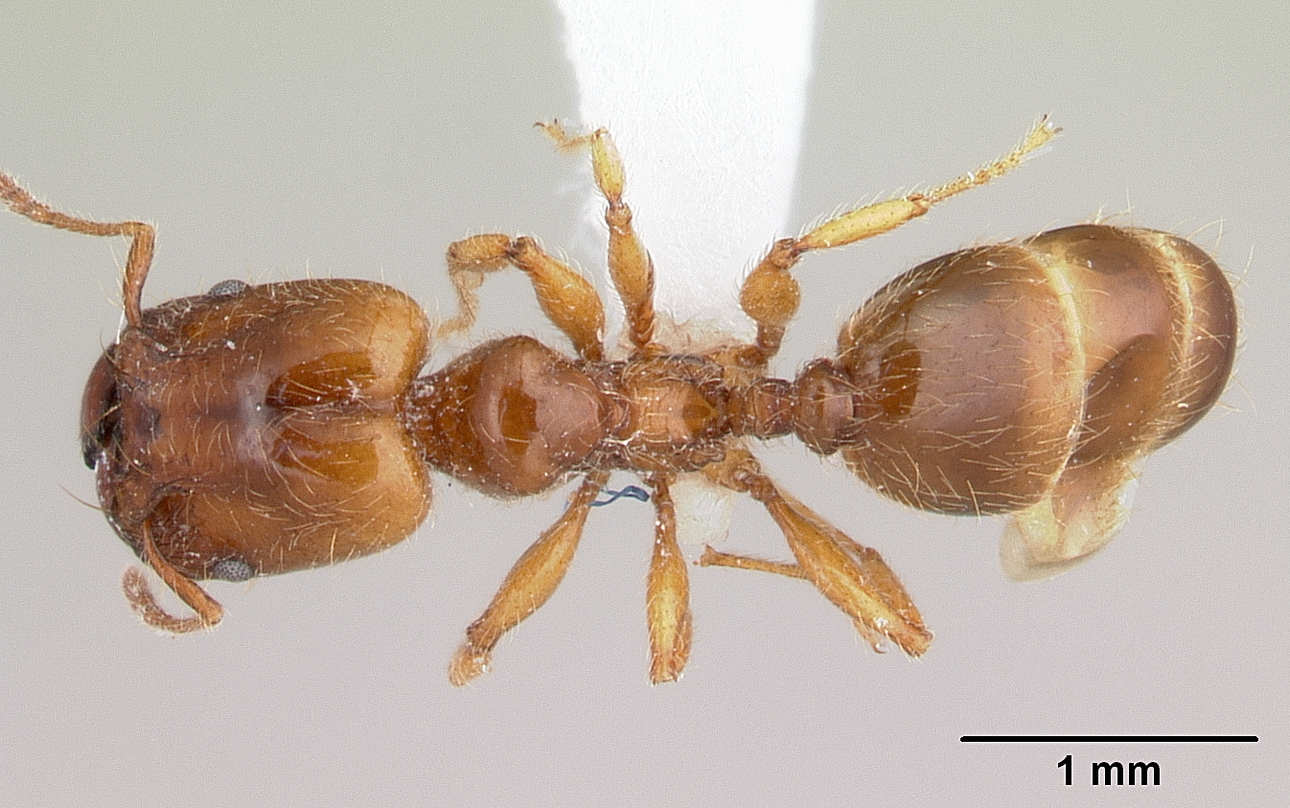
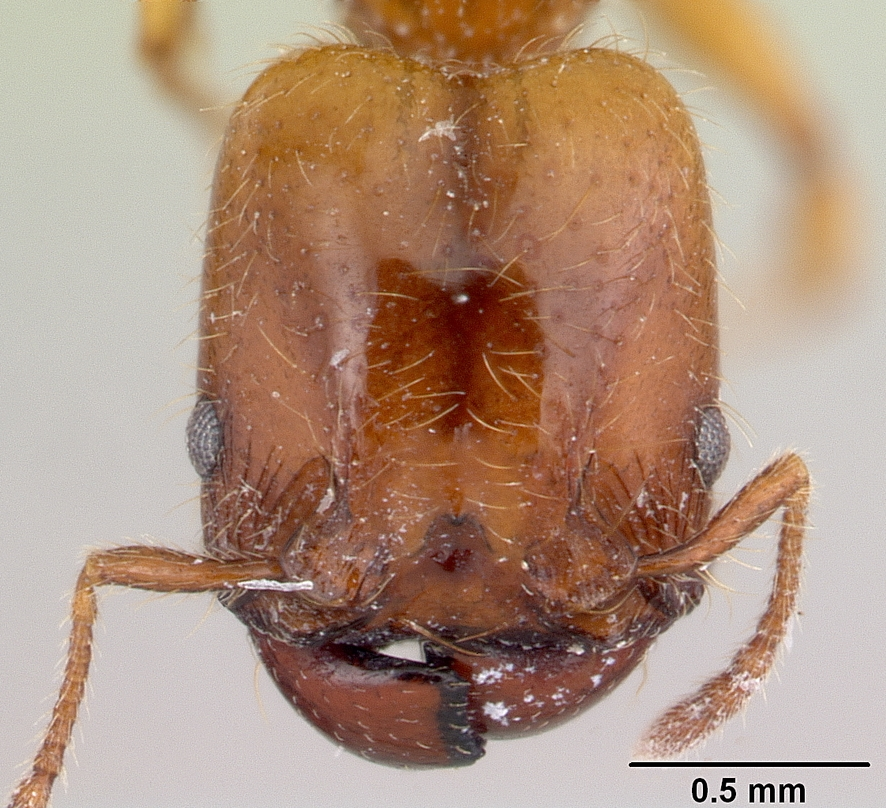
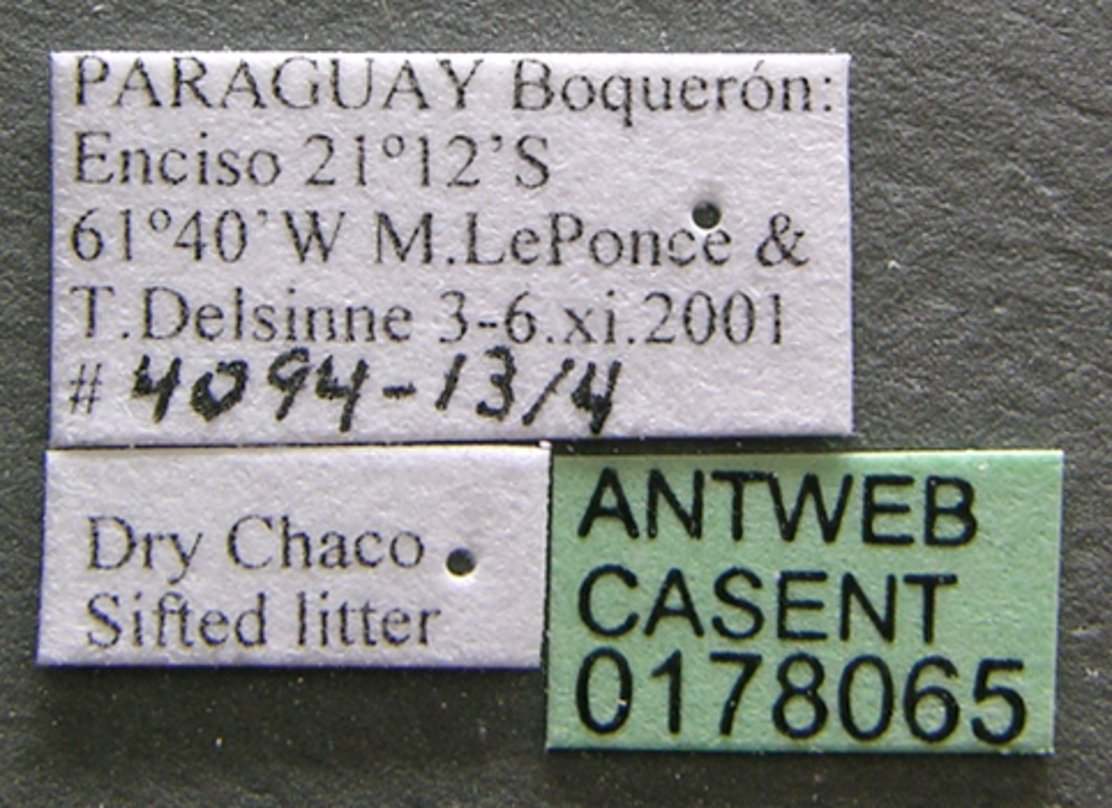
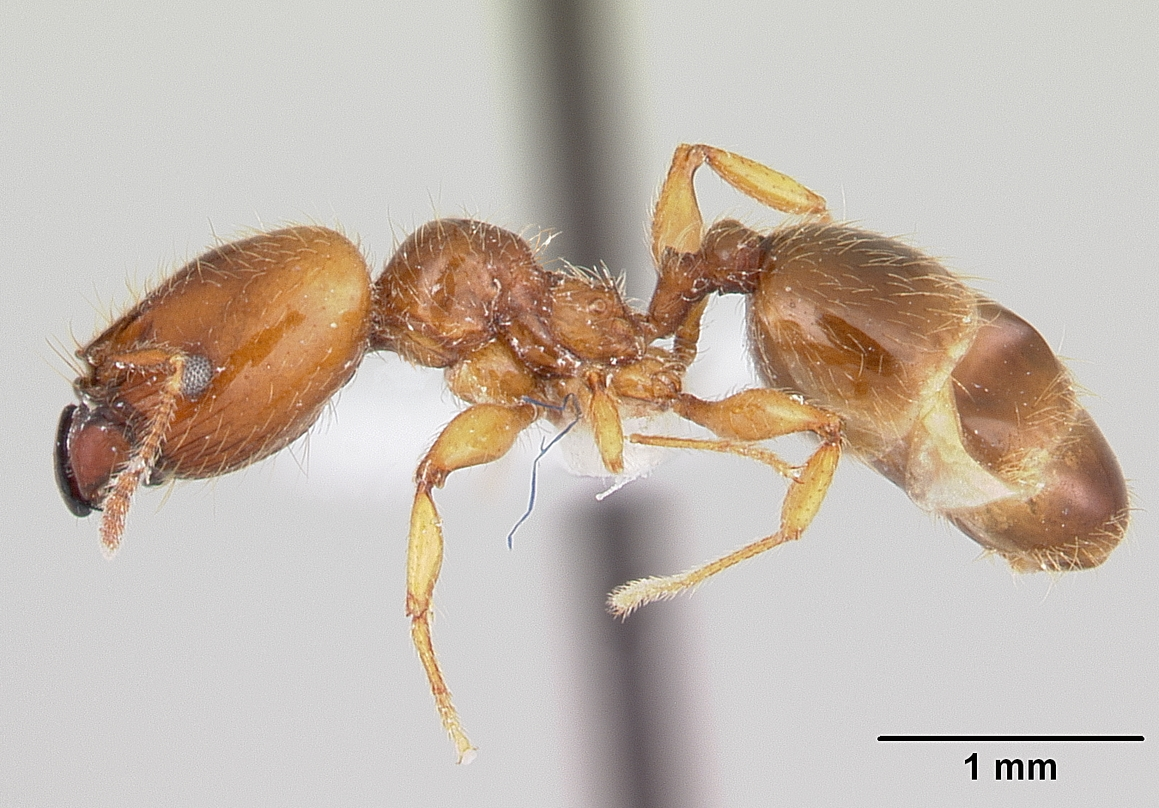
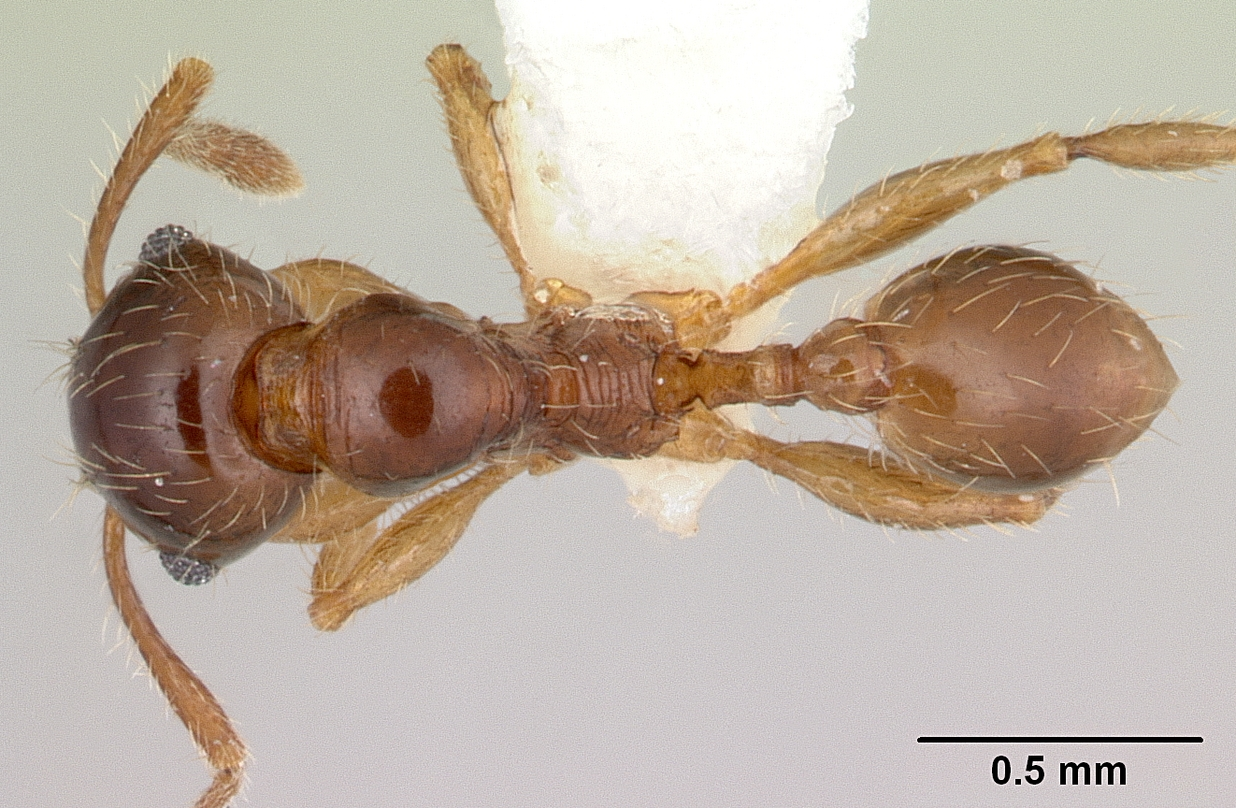
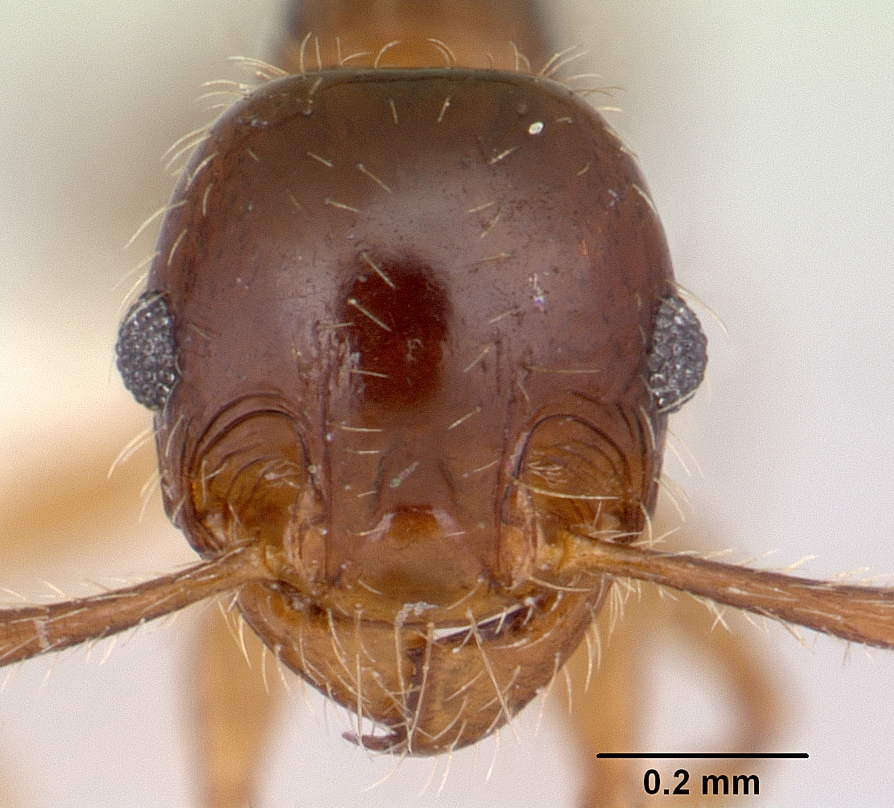